# Вавилоняни
Вавилоняни - стародавнє населення Південного Межиріччя (Вавилонії) II-I тис. до н. е. говорило акадською мовою.

## Назва
Етнонім «вавилоняни» пов'язаний з однойменною областю, назва якої в свою чергу веде до міста Вавилон - столиці цих земель.

## Походження
Вавилоняни сформувалися в II тис. до н. е. з нащадків шумерів, аккадців і частини амореїв. У другій половині II тис. до н. е. вавилонянами були асимільовані касити, в I тис. до н. е. до складу вавилонян влилася значна кількість халдейського населення.

## Антропологічний тип
Дослідники відносять стародавнє населення Південного Межиріччя до середземноморського типу європеоїдної раси. Це люди зі смаглявою шкірою, темними очима, прямим носом, темними прямими або кучерявим волоссям.

## Мова і писемність
Вавилоняни говорили і писали на особливих (вавилонських) діалектах аккадської мови. У I тис. до н. е. під впливом халдеїв широко поширюється арамейська.

## Історія
Вавилоняни - нащадки жителів III династії Ура, тобто шумерів і аккадців, і частини амореїв. Після заходу III династії Ура, засновують державу з центром в Кадінгіррі (Вавилоні). У 1690 році до нашої ери під владою вавилонян була майже все Межиріччя. Через століття Вавилон занепадає. Через 200 років вавилоняни захоплюють Країну Моря. У 730 році до нашої ери Вавилон захоплює Ассирія. У VIII столітті нашої ери вавилоняни стали змішуватися з халдеями, а в VII столітті нашої ери Вавилоном правили халдеї. При Набоніді Вавилоняни займають території Фінікії, Юдеї, північно-західну Аравію, південно-східну Анатолію, Сирії, Межиріччя та Ізраїлю. У V столітті нашої ери Вавилон належить персам. Вавилон знову знайшов славу завдяки македонцям, навіть став столицею, однак після смерті Олександра Македонського (який помер у Вавилоні) Вавилон занепав, помінялася держава, змінилася і столиця: місце Вавилона зайняла сусідня Селевкія. Вавилоняни переймали грецьку культуру і мали добрі стосунки з греками, проте грецьку Месопотамію завоювали парфяни. На початку нашої ери сюди проникло несторіанство, різновид християнства, вавилоняни асимілювалися халдеями, а влада знову перейшла до персів, до того моменту поки вони не були захоплені Арабським халіфатом. Відбулася арабізация вавилоно-халдеїв, багато хто прийняв іслам. Також асимільовані арабами вавилоняни перебували під владою турків. Сучасні нащадки вавилонян - іракці, ассирійці, курди та єзиди.